# Покровская церковь (Тараща)
Покро́вская це́рковь (укр. Покровська церква) — православная деревянная церковь в селе Тараща, Звенигородского района, Черкасской области, Украины.

## История
Первая деревянная церковь во имя Покрова Пресвятой Богородицы в селе Тараща была построена в 1743 году усилиями прихожан. Она стояла на каменном фундаменте и для её строительства использовали дубовый брус.
В 1771 году Таращанская Покровская церковь подчинялась Смелянской протопопии. В 1798 году приход насчитывал 234 мужчин и 215 женщин.
Со временем церковь стала ветхой и маленькой, в связи с стремительным ростом села. Тогда было решено построить новую большую церковь, для которой в 1861 году заложили кирпичный фундамент. В 1861 году было принято решение разобрать предыдущую церковь и использовать ее дубовые брусья для строительства новой Покровской церкви.
В 1862 году работы по строительству церкви были завершены. В 1872 году возвели двухъярусную невысокую, квадратную в плане, колокольню. Расписали и покрасили церковь только в 1883 году и перерисовали в 1912 году в голубой цвет масляными красками. Сохранилась малозаметная живопись на стенах храма: фигуры евангелистов и «Святая Троица».
С приходом Советской власти Покровская церковь была закрыта. В ней устроили клуб и показывали кино. Во время Великой Отечественной войны богослужения в церкви были возобновлены и проводились вплоть до 1953 года.
В 1957 году с колокольни был снят колокол. Храм простаивал, определенное время его использовали как складское помещение для минеральных удобрений, и постепенно он начал разрушаться, но крепкие дубовые брусья не дали ему упасть.
Церковь сохранилась и сегодня. Это самая древняя деревянная церковь на Корсунщине. Проект реставрации церкви был разработан еще в 1980-х годах, но масштабные работы по восстановлению церкви так и не были начаты.